# ميكي روث
ميكي روث هو لاعب هوكي الجليد كندي، ولد في 24 مايو 1927 في East Zorra-Tavistock ‏ في كندا.